# Tomești (Timiș)
Tomești es una comuna ubicada en el distrito de Timiș, Rumania.

## Superficie
Posee una superficie de 140,9 kilómetros cuadrados.

## Demografía
Hasta 2021 la población era de 1879 habitantes, con una densidad de población de 13,33 habitantes por kilómetro cuadrado.